# Градови и општине Хрватске
Градови и општине Републике Хрватске су другостепена административна јединица власти у земљи, док првостепену чине жупаније.
Иако су једнаки по овлашћењима и административним тијела, градови и општине се разликују по томе што је већа вјероватноћа да ће градови покривати урбана подручја, док ће се општине састојати од скупа села у руралним или приградским областима. Хрватски закон дефинише општине као јединице локалне самоуправе која се оснивају на подручју гдје неколико насељених мјеста представља природну, привредну и друштвену цјелину, међусобно повезан заједничким интересима становништва тог подручја. Док град дефинише као јединицу локалне самоуправе у којој је сједиште жупаније или као свако мјесто која има више од 10.000 становника и представља урбану, историјску, природну, привредну и друштвену цјелину.
Од 2017. године, 21 жупанија подијељена је на 127 градова и 428 општина.

## Задаци и организација
Општине и градови у оквиру свог самоуправног дјелокруга обављају задатке од локалног значаја којим непосредно испуњавају потребе грађана и који уставом или законом нису додијељени државним органима, а нарочито послови који се односе на уређење насеља и становања, просторно и урбанистичко планирање, комуналну привреду, бригу о дјеци, социјалну заштиту, примарну здравствену заштиту, васпитање и основно образовање, културу, тјелесну културу и спорт, заштиту потрошача, заштиту и унапређење природног околиша, противпожарну и цивилну заштиту, саобраћај на свом подручју и остале послове у складу са посебним законима.

### Општинска и градска власт
Општинско и градско вијеће је представничко тијело грађана и тијело локалне самоуправе. Вијећници се бирају на четворогодишњи мандат на основу општег бирачког права на непосредним изборима тајним гласањем користећи пропорцијални систем Д’Онтовом методом. На челу извршне власти у општини је општински начелник, а у граду градоначелник, који се такође бира непосредним изборима на четворогодишњи мандат, већином гласова (двокружни систем), а замјеници се бирају заједно са начелницима. Начелници, заједно са замјеницима, могу се опозвати на референдуму. Општине и градови имају управна тијела као канцеларије општинске/градске управе (у мањим општинама постоји јединствено управно тијело) на чијем челу се налазе прочелници. Именују их општински начелници и градоначелници на основу јавном конкурса.
Статутом општине или града оснивају се мјесни одбори као облик непосредног учествовања грађана у одлучивању о локалним пословима од непосредног и свакодневног утицаја на живот и рад грађана. Могу се основати за једно насеље, више повезаних мањих насеља или за дио већег насеља, тј. града, који у односу на остале дијелове чини засебну разграничену цјелину.

## Списак општина и градова
Према подацима из 2021. године, Хрватска има 428 општина и 127 градова организованих у 21 жупанију.

### Град Загреб
Град Загреб, као главни град Хрватске, има посебан статус града и жупаније.

### Јадранска Хрватска

#### Дубровачко-неретванска жупанија
Дубровачко-неретванска жупанија има 17 општина:
- Блато
- Вела Лука
- Дубровачко Приморје
- Жупа Дубровачка
- Зажабље
- Јањина
- Конавле
- Кула Норинска
- Ластово
- Лумбарда
- Мљет
- Оребић
- Појезерје
- Сливно
- Смоквица
- Стон
- Трпањ

Жупанија на својој територији има 5 градова:
- Дубровник
- Корчула
- Метковић
- Опузен
- Плоче

#### Задарска жупанија
Задарска жупанија има 28 општина:
- Бибиње
- Вир
- Врси
- Галовац
- Грачац
- Земуник Доњи
- Јасенице
- Кали
- Колан
- Кукљица
- Лишане Островичке
- Новиград
- Пакоштане
- Пашман
- Полача
- Поличник
- Поседарје
- Повљана
- Преко
- Привлака
- Ражанац
- Сали
- Свети Филип и Јаков
- Станковци
- Стариград
- Сукошан
- Ткон
- Шкабрња

Жупанија на својој територији има 6 градова:
- Бенковац
- Биоград на Мору
- Задар
- Нин
- Обровац
- Паг

#### Истарска жупанија
Истарска жупанија има 31 општину:
- Бале
- Барбан
- Бртонигла
- Вижинада
- Вишњан
- Врсар
- Грачишће
- Грожњан
- Жмињ
- Канфанар
- Каројба
- Каштелир-Лабинци
- Кршан
- Ланишће
- Лижњан
- Лупоглав
- Марчана
- Медулин
- Мотовун
- Опртаљ
- Пићан
- Раша
- Свети Ловреч
- Света Недеља
- Свети Петар у Шуми
- Светвинченат
- Тар-Вабрига
- Тињан
- Фажана
- Фунтана
- Церовље

Жупанија на својој територији има 10 градова:
- Бује
- Бузет
- Водњан
- Лабин
- Новиград
- Пазин
- Пореч
- Пула
- Ровињ
- Умаг

#### Личко-сењска жупанија
Личко-сењска жупанија има 8 општина:
- Бриње
- Врховине
- Доњи Лапац
- Карлобаг
- Ловинац
- Перушић
- Плитвичка Језера (седиште у Кореници)
- Удбина

Жупанија на својој територији има 4 града:
- Госпић
- Новаља
- Оточац
- Сењ

#### Приморско-горанска жупанија
Приморско-горанска жупанија има 22 општине:
- Башка
- Брод Моравице
- Винодолска општина (седиште у Брибиру)
- Вишково
- Врбник
- Добрињ
- Јелење
- Клана
- Кострена
- Ловран
- Локве
- Лопар
- Малинска-Дубашница (седиште у Малинској)
- Матуљи
- Мошћеничка Драга
- Мркопаљ
- Омишаљ
- Пунат
- Равна Гора
- Скрад
- Фужине
- Чавле

Жупанија на својој територији има 14 градова:
- Бакар
- Врбовско
- Делнице
- Кастав
- Краљевица
- Крк
- Мали Лошињ
- Нови Винодолски
- Опатија
- Раб
- Ријека
- Црес
- Цриквеница
- Чабар

#### Сплитско-далматинска жупанија
Сплитско-далматинска жупанија има 39 општина:
- Башка Вода
- Бол
- Брела
- Градац
- Дицмо (седиште Крај)
- Дуги Рат
- Дугопоље
- Загвозд
- Задварје
- Змијавци
- Јелса
- Клис
- Лећевица
- Ловрећ
- Локвичићи
- Марина
- Милна
- Мућ
- Нережишћа
- Округ (седиште Округ Горњи)
- Оток
- Подбабље (седиште Друм)
- Подгора
- Подстрана
- Постира
- Пргомет
- Приморски Долац
- Проложац
- Пучишћа
- Руновићи
- Сегет (седиште Сегет Доњи)
- Селца
- Сућурај
- Сутиван
- Тучепи
- Хрваце
- Циста Прово
- Шестановац
- Шолта (седиште Грохоте)

Жупанија на својој територији има 16 градова:
- Вис
- Вргорац
- Врлика
- Имотски
- Каштела
- Комижа
- Макарска
- Омиш
- Сињ
- Солин
- Сплит
- Стари Град
- Супетар
- Триљ
- Трогир
- Хвар

#### Шибенско-книнска жупанија
Шибенско-книнска жупанија има 15 општина:
- Билице
- Бискупија
- Ервеник
- Кијево
- Кистање
- Муртер-Корнати
- Пировац
- Примоштен
- Промина
- Рогозница
- Ружић
- Тисно
- Трибуњ
- Унешић
- Цивљане

Жупанија на својој територији има 5 градова:
- Дрниш
- Водице
- Книн
- Скрадин
- Шибеник

### Панонска Хрватска

#### Бјеловарско-билогорска жупанија
Бјеловарско-билогорска жупанија има 18 општина:
- Берек
- Велика Писаница
- Велика Трновитица
- Велики Грђевац
- Велико Тројство
- Дежановац
- Ђуловац
- Зрински Тополовац
- Иванска
- Капела
- Кончаница
- Нова Рача
- Ровишће
- Северин
- Сирач
- Херцеговац
- Шандровац
- Штефање

Жупанија на својој територији има 5 градова:
- Бјеловар
- Дарувар
- Гарешница
- Грубишно Поље
- Чазма

#### Бродско-посавска жупанија
Бродско-посавска жупанија има 26 општина:
- Бебрина
- Бродски Ступник
- Буковље
- Велика Копаница
- Врбје
- Врпоље
- Гарчин
- Горња Врба
- Горњи Богићевци
- Гундинци
- Давор
- Доњи Андријевци
- Драгалић
- Клакар
- Нова Капела
- Окучани
- Оприсавци
- Ориовац
- Подцркавље
- Решетари
- Сибињ
- Сикиревци
- Славонски Шамац
- Стара Градишка
- Старо Петрово Село
- Церник

Жупанија на својој територији има 2 града:
- Нова Градишка
- Славонски Брод

#### Вировитичко-подравска жупанија
Вировитичко-подравска жупанија има 13 општина:
- Воћин
- Градина
- Зденци
- Лукач
- Миклеуш
- Нова Буковица
- Питомача
- Сопје
- Сухопоље
- Црнац
- Чачинци
- Чађавица
- Шпишић Буковица

Жупанија на својој територији има 3 града:
- Вировитица
- Ораховица
- Слатина

#### Вуковарско-сремска жупанија
Вуковарско-сремска жупанија има 26 општина:
- Андријашевци
- Бабина Греда
- Богдановци
- Борово
- Бошњаци
- Вођинци
- Врбања
- Градиште
- Гуња
- Дреновци
- Иванково
- Јармина
- Ловас
- Маркушица
- Негославци
- Нијемци
- Нуштар
- Привлака
- Стари Јанковци
- Стари Микановци
- Товарник
- Томпојевци
- Тординци
- Трпиња
- Церна
- Штитар

Жупанија на својој територији има 5 градова:
- Винковци
- Вуковар
- Жупања
- Илок
- Оток

#### Карловачка жупанија
Карловачка жупанија има 17 општина:
- Бариловић
- Босиљево
- Војнић
- Генералски Стол
- Драганић
- Жакање
- Јосипдол
- Камање
- Крњак
- Ласиња
- Нетретић
- Плашки
- Раковица
- Рибник
- Саборско
- Тоуњ
- Цетинград

Жупанија на својој територији има 5 градова:
- Дуга Реса
- Карловац
- Огулин
- Озаљ
- Слуњ

#### Осјечко-барањска жупанија
Осјечко-барањска жупанија има 35 општина:
- Антуновац
- Бизовац
- Биље
- Виљево
- Вишковци
- Владиславци
- Вука
- Горјани
- Дарда
- Доња Мотичина
- Драж
- Дрење
- Ђурђеновац
- Ердут
- Ернестиново
- Јагодњак
- Кнежеви Виногради
- Кошка
- Левањска Варош
- Магаденовац
- Маријанци
- Петловац
- Петријевци
- Подгорач
- Подравска Мославина
- Поповац
- Пунитовци
- Сатница Ђаковачка
- Семељци
- Стризивојна
- Трнава
- Феричанци
- Чеминац
- Чепин
- Шодоловци

Жупанија на својој територији има 7 градова:
- Бели Манастир
- Белишће
- Валпово
- Доњи Михољац
- Ђаково
- Нашице
- Осијек

#### Пожешко-славонска жупанија
Пожешко-славонска жупанија има 5 општина:
- Брестовац
- Велика
- Јакшић
- Каптол
- Чаглин

Жупанија на својој територији има 5 градова:
- Кутјево
- Липик
- Пакрац
- Плетерница
- Пожега

#### Сисачко-мославачка жупанија
Сисачко-мословачка жупанија има 13 општина:
- Велика Лудина
- Гвозд
- Двор
- Доњи Кукурузари
- Хрватска Дубица
- Јасеновац
- Мајур
- Лекеник
- Липовљани
- Мартинска Вес
- Суња
- Топуско

Жупанија на својој територији има 7 градова:
- Глина
- Хрватска Костајница
- Кутина
- Новска
- Петриња
- Поповача
- Сисак

### Сјеверна Хрватска

#### Вараждинска жупанија
Вараждинска жупанија има 22 општине:
- Бедња
- Беретинец
- Брезница
- Брезнички Хум
- Велики Буковец
- Видовец
- Виница
- Високо
- Горњи Кнегинец
- Доња Воћа
- Јалжабет
- Кленовник
- Љубешћица
- Мали Буковец
- Мартијанец
- Марушевец
- Петријанец
- Свети Ђурђ
- Свети Илија
- Срачинец
- Трновец Бартоловечки (седиште у Трновцу)
- Цестица

Жупанија на својој територији има 6 градова:
- Вараждинске Топлице
- Вараждин
- Иванец
- Лепоглава
- Лудбрег
- Нови Мароф

#### Загребачка жупанија
Загребачка жупанија има 25 општина:
- Беденица
- Бистра (седиште у Пољаници Бистранској)
- Брцковљани
- Брдовец
- Градец
- Дубрава
- Дубравица
- Жумберак (седиште у Костањевцу)
- Јаковље
- Клинча Села
- Клоштар Иванић
- Крашић
- Краварско
- Криж
- Лука
- Марија Горица
- Орле
- Писаровина
- Покупско
- Пресека
- Пушћа (седиште у Доњој Пушћи)
- Раковец
- Ругвица
- Ступник (седиште у Горњем Ступнику)
- Фаркашевац

Жупанија на својој територија има 9 градова:
- Велика Горица
- Врбовец
- Дуго Село
- Запрешић
- Иванић Град
- Јастребарско
- Самобор
- Света Недеља
- Свети Иван Зелина

#### Копривничко-крижевачка жупанија
Копривничко-крижевачка жупанија има 22 општине:
- Вирје
- Гола
- Горња Ријека
- Дрње
- Ђелековец
- Калиновац
- Калник
- Клоштар Подравски
- Копривнички Бреги
- Копривнички Иванец
- Леград
- Молве
- Новиград Подравски
- Ново Вирје
- Петеранец
- Подравске Сесвете
- Расиња
- Свети Иван Жабно
- Свети Петар Ореховец
- Соколовац
- Фердинандовац
- Хлебине

Жупанија на својој територији има 3 града:
- Ђурђевац
- Копривница
- Крижевци

#### Крапинско-загорска жупанија
Крапинско-загорска жупанија има 25 општина:
- Бедековчина
- Будиншћина
- Велико Трговишће
- Горња Стубица
- Десинић
- Ђурманец
- Загорска Села
- Златар-Бистрица
- Јесење (седиште у Горњем Јесењу)
- Коњшчина
- Краљевец на Сутли
- Крапинске Топлице
- Кумровец
- Лобор
- Марија Бистрица
- Маче
- Миховљан
- Нови Голубовец
- Петровско
- Радобој
- Свети Криж Зачретје
- Стубичке Топлице
- Тухељ
- Храшћина
- Хум на Сутли

Жупанија на својој територији има 7 градова:
- Доња Стубица
- Забок
- Златар
- Клањец
- Крапина
- Орославје
- Преграда

#### Међимурска жупанија
Међимурска жупанија има 22 општине:
- Белица
- Вратишинец
- Горичан
- Горњи Михаљевец
- Декановец
- Домашинец
- Доња Дубрава
- Доњи Краљевец
- Доњи Видовец
- Коториба
- Мала Суботица
- Неделишће
- Ореховица
- Подтурен
- Прибиславец
- Селница
- Страхонинец
- Света Марија
- Свети Јурај на Брегу (седиште Лопатинец)
- Свети Мартин на Мури
- Шенковец
- Штригова

Жупанија на својој територији има 3 града:
- Мурско Средишће
- Прелог
- Чаковец